# Diplosentinae
Sous-famille
Les Diplosentinae forment une sous-famille d'acanthocéphales. Elle comprend deux genres composés des espèces suivantes :
- Diplosentis Tubangui et Masilungan, 1937
  - Diplosentis amphacanthi Tubangui et Masilungan, 1937
  - Diplosentis manteri Gupta et Fatma, 1979
- Pararhadinorhynchus Johnston et Edmonds, 1947
  - Pararhadinorhynchus coorongensis Edmonds, 1973
  - Pararhadinorhynchus mugilis Johnston et Edmunds, 1947